# Xinyang
Xinyang (en chino, 信阳; pinyin, Xìnyáng; transcripción antigua, sin yang) es una ciudad-prefectura en la provincia de Henan, en la República Popular China. Limita al norte con Zhumadian, Nanyang en el noroeste y las provincias de Anhui y Hubei, al este y sur. Su área es de 18 915 km² y su población total para 2020 superó los 6,23 millones de habitantes. 

## Administración
La ciudad prefectura de Xinyang se divide en 10 localidades que se administran en 2 distritos urbanos y 8 condados rurales.
- Distrito Shihe (浉 河 区)
- Distrito Pingqiao (平桥 区)
- Condado Huangchuan (潢川 县)
- Condado Xin (新 县)
- Condado Gushi (固始 县)
- Condado Luoshan (罗山县)
- Condado Guangshan (光山 县)
- Condado Huaibin (淮滨 县)
- Condado Xi (息 县)
- Condado Shangcheng (商城 县)

## Toponimia
Durante el periodo de los Reinos combatientes  en esta región existia el Estado Shen (申国) que luego fue conquistado por el Estado Chu, quedando solo en nombre la Ciudad Shen (申城 Shencheng).
Durante el reino de Cao Pi de la dinastía Wei se estableció la Comandancia Yiyang (义阳郡) cuyo nombre significaba "el [río] Yi es su Yang «norte»".  Textos antiguos como los Comentario sobre los Clásicos del Agua (水经注) mencionan que el río Yi (义水) fluye hacia al sureste y Yiyang está al sur del río, de ahí el nombre "Yi-Yang". Muchos lugares de China, en el nombre llevan "Yang" porque están situados al norte de un río (siguiendo la tradición del Feng shui con el Yin y yang), pero al poco tiempo la comandancia fue abolida.
Tras varios intentos de restaurar la Comandancia Yiyang, durante la dinastía Qin se volvió a establecer Yiyang y su jurisdicción abarcaba la actual Xinyang.
En el año 976, durante la dinastía Song del Norte,  para evitar el 
tabú que un lugar lleve el nombre de un gobernante, el de Zhao Guang.Yi (赵光义), se cambió el Yi de Yiyang por Xin quedando en Xinyang. Dado que Xin (信) y Shen (申) son sinónimos en chino antiguo, el cambio de nombre se debió a la creencia de que este lugar era el antiguo emplazamiento del Estado Shen.

## Historia
Xinyang es una ciudad histórica. Ya hace 8000 años, las dos partes del río Huai habían experimentado un nivel significativo de la agricultura primitiva.
A principios de 2007, el gobierno de Xinyang implementado una nueva política destinada a reducir la corrupción y el gasto gubernamental: cualquier funcionario público o empleado que bebe alcohol en el trabajo sería inmediatamente despedido.
Dentro de los seis meses siguientes a la aplicación de la política, el gasto gubernamental en las comidas de negocios se había reducido drásticamente durante más de 42 millones de dólares, lo que fue suficiente para construir hasta 50 escuelas.
Sin embargo, como los funcionarios gubernamentales de Xinyang divulgaron la información en el tercer trimestre de 2007, había mucho más público indignado que los elogios, porque la población en general local fue muy molesto de que dicha cantidad enorme de fondos públicos desperdiciados, y como la noticia fue rápidamente informada en otra, las poblaciones en otras áreas comenzado a exigir de sus gobiernos locales a hacer lo mismo.
En febrero de 2008, una auditoría independiente reveló que el ingreso mayor de los restaurantes locales durante el período de 2005 a 2007 provenían de fondos públicos, el dinero para comer y las comisiones de recepción, que forma parte de los costos administrativos. Después de la reforma en 2007, todos los restaurantes locales han experimentado una reducción de los ingresos en casi un 70%. Esta auditoría sólo contribuyen a enfurecer al público, no sólo localmente, sino en toda China, cuando la población en general exigió ampliar aún más la reforma, para frenar la corrupción.
El primer satélite artificial de China para escuchar música, "El Oriente es Rojo" es de Xinyang.

## Geografía
Xinyáng está situado en la parte más meridional de la provincia de Henan, en la orilla sur del río Huai He. Su clima es subtropical. Las montañas Dabie cubren la mayor parte de Xinyang.

## Clima
Xinyang tiene un clima subtropical húmedo de cuatro estaciones, con influencia monzónica, con inviernos fríos y húmedos, y veranos calurosos y húmedos. Los meses de abril a junio son ligeramente más frescos que en gran parte del resto de la provincia. La temperatura media mensual de 24 horas oscila entre los 2,4 °C en enero y los 27,3 °C en julio; la media anual es de 15,54 °C. La precipitación anual es ligeramente superior a los 1100 milímetros, y cerca de dos tercios de ella se producen entre mayo y septiembre. Con un porcentaje de insolación mensual posible que oscila entre el 38 % en marzo y el 47 % en cuatro meses, la ciudad recibe 1974 horas de sol al año; de enero a marzo son los meses más nublados.
| Parámetros climáticos promedio de Xinyang (1991–2020 normal, extremas 1951–presente) | Parámetros climáticos promedio de Xinyang (1991–2020 normal, extremas 1951–presente) | Parámetros climáticos promedio de Xinyang (1991–2020 normal, extremas 1951–presente) | Parámetros climáticos promedio de Xinyang (1991–2020 normal, extremas 1951–presente) | Parámetros climáticos promedio de Xinyang (1991–2020 normal, extremas 1951–presente) | Parámetros climáticos promedio de Xinyang (1991–2020 normal, extremas 1951–presente) | Parámetros climáticos promedio de Xinyang (1991–2020 normal, extremas 1951–presente) | Parámetros climáticos promedio de Xinyang (1991–2020 normal, extremas 1951–presente) | Parámetros climáticos promedio de Xinyang (1991–2020 normal, extremas 1951–presente) | Parámetros climáticos promedio de Xinyang (1991–2020 normal, extremas 1951–presente) | Parámetros climáticos promedio de Xinyang (1991–2020 normal, extremas 1951–presente) | Parámetros climáticos promedio de Xinyang (1991–2020 normal, extremas 1951–presente) | Parámetros climáticos promedio de Xinyang (1991–2020 normal, extremas 1951–presente) | Parámetros climáticos promedio de Xinyang (1991–2020 normal, extremas 1951–presente) |
| Mes                                                                                  | Ene.                                                                                 | Feb.                                                                                 | Mar.                                                                                 | Abr.                                                                                 | May.                                                                                 | Jun.                                                                                 | Jul.                                                                                 | Ago.                                                                                 | Sep.                                                                                 | Oct.                                                                                 | Nov.                                                                                 | Dic.                                                                                 | Anual                                                                                |
| ------------------------------------------------------------------------------------ | ------------------------------------------------------------------------------------ | ------------------------------------------------------------------------------------ | ------------------------------------------------------------------------------------ | ------------------------------------------------------------------------------------ | ------------------------------------------------------------------------------------ | ------------------------------------------------------------------------------------ | ------------------------------------------------------------------------------------ | ------------------------------------------------------------------------------------ | ------------------------------------------------------------------------------------ | ------------------------------------------------------------------------------------ | ------------------------------------------------------------------------------------ | ------------------------------------------------------------------------------------ | ------------------------------------------------------------------------------------ |
| Temp. máx. abs. (°C)                                                                 | 20.6                                                                                 | 26.5                                                                                 | 34.3                                                                                 | 34.3                                                                                 | 36.3                                                                                 | 38.7                                                                                 | 40.1                                                                                 | 40.9                                                                                 | 37.3                                                                                 | 34.2                                                                                 | 30.0                                                                                 | 21.7                                                                                 | '                                                                                    |
| Temp. máx. media (°C)                                                                | 7.0                                                                                  | 10.4                                                                                 | 15.9                                                                                 | 22.3                                                                                 | 26.9                                                                                 | 30.1                                                                                 | 31.9                                                                                 | 30.9                                                                                 | 27.0                                                                                 | 22.1                                                                                 | 15.7                                                                                 | 9.5                                                                                  | 20.8                                                                                 |
| Temp. media (°C)                                                                     | 2.5                                                                                  | 5.5                                                                                  | 10.7                                                                                 | 16.9                                                                                 | 21.8                                                                                 | 25.4                                                                                 | 27.7                                                                                 | 26.6                                                                                 | 22.1                                                                                 | 16.7                                                                                 | 10.5                                                                                 | 4.8                                                                                  | 15.9                                                                                 |
| Temp. mín. media (°C)                                                                | -0.9                                                                                 | 1.7                                                                                  | 6.6                                                                                  | 12.4                                                                                 | 17.5                                                                                 | 21.5                                                                                 | 24.4                                                                                 | 23.3                                                                                 | 18.4                                                                                 | 12.8                                                                                 | 6.7                                                                                  | 1.3                                                                                  | 12.1                                                                                 |
| Temp. mín. abs. (°C)                                                                 | -20.0                                                                                | -16.0                                                                                | −6.6                                                                                 | −0.6                                                                                 | 5.0                                                                                  | 11.9                                                                                 | 17.0                                                                                 | 14.1                                                                                 | 7.9                                                                                  | −0.4                                                                                 | −6.4                                                                                 | −12.4                                                                                | '                                                                                    |
| Precipitación total (mm)                                                             | 32.3                                                                                 | 38.7                                                                                 | 64.4                                                                                 | 80.3                                                                                 | 111.8                                                                                | 163.7                                                                                | 204.8                                                                                | 154.5                                                                                | 86.5                                                                                 | 74.2                                                                                 | 47.2                                                                                 | 23.9                                                                                 | 1082.3                                                                               |
| Días de precipitaciones (≥ 0.1 mm)                                                   | 6.9                                                                                  | 8.4                                                                                  | 9.1                                                                                  | 9.0                                                                                  | 11.0                                                                                 | 10.2                                                                                 | 12.0                                                                                 | 11.6                                                                                 | 10.2                                                                                 | 9.4                                                                                  | 8.1                                                                                  | 6.2                                                                                  | 112.1                                                                                |
| Días de nevadas (≥ 1 mm)                                                             | 5.1                                                                                  | 3.6                                                                                  | 1.3                                                                                  | 0                                                                                    | 0                                                                                    | 0                                                                                    | 0                                                                                    | 0                                                                                    | 0                                                                                    | 0                                                                                    | 0.8                                                                                  | 2.3                                                                                  | 13.1                                                                                 |
| Horas de sol                                                                         | 106.6                                                                                | 108.9                                                                                | 143.1                                                                                | 167.3                                                                                | 172.6                                                                                | 162.4                                                                                | 177.1                                                                                | 162.5                                                                                | 139.0                                                                                | 136.5                                                                                | 127.9                                                                                | 122.2                                                                                | 1726.1                                                                               |
| Humedad relativa (%)                                                                 | 70                                                                                   | 70                                                                                   | 67                                                                                   | 67                                                                                   | 69                                                                                   | 75                                                                                   | 79                                                                                   | 81                                                                                   | 78                                                                                   | 74                                                                                   | 71                                                                                   | 68                                                                                   | 72.4                                                                                 |
| Fuente: Administración Meteorológica de China                                        |                                                                                      |                                                                                      |                                                                                      |                                                                                      |                                                                                      |                                                                                      |                                                                                      |                                                                                      |                                                                                      |                                                                                      |                                                                                      |                                                                                      |                                                                                      |